# Фабијен
„Фабијен“ је југословенски филм из 1971. године. Режирао га је Ванча Кљаковић, а сценарио је писао Марсел Пањол.

## Улоге
| Глумац            | Улога |
| ----------------- | ----- |
| Реља Башић        |       |
| Мато Ерговић      |       |
| Јагода Калопер    |       |
| Владимир Медар    |       |
| Олга Спиридоновић |       |